# Narciarstwo alpejskie na Zimowych Igrzyskach Olimpijskich 2014 – zjazd kobiet
Zjazd kobiet – druga konkurencja rozgrywana w ramach narciarstwa alpejskiego na Zimowych Igrzyskach Olimpijskich w Soczi. Zawodniczki rywalizowały 12 lutego w ośrodku narciarskim Roza Chutor, umiejscowionym w Krasnej Polanie.
Mistrzyniami olimpijskimi zostały Słowenka Tina Maze oraz Szwajcarka Dominique Gisin. Na trzecim stopniu podium uplasowała się inna Szwajcarka – Lara Gut.

## Terminarz
| Data      | Konkurencja | Godzina rozpoczęcia | Godzina rozpoczęcia |
| Data      | Konkurencja | Czas CET            | Czas lokalny        |
| --------- | ----------- | ------------------- | ------------------- |
| 12 lutego | Finał       | 8:00                | 11:00               |

## Tło
| Data                                                                            | Miejscowość                                                                     | Zwycięzca                                                                       | Druga                                                                           | Trzecia                                                                         | Źródło                                                                          |
| Wyniki zjazdu podczas zawodów Pucharu Świata w narciarstwie alpejskim 2013/2014 | Wyniki zjazdu podczas zawodów Pucharu Świata w narciarstwie alpejskim 2013/2014 | Wyniki zjazdu podczas zawodów Pucharu Świata w narciarstwie alpejskim 2013/2014 | Wyniki zjazdu podczas zawodów Pucharu Świata w narciarstwie alpejskim 2013/2014 | Wyniki zjazdu podczas zawodów Pucharu Świata w narciarstwie alpejskim 2013/2014 | Wyniki zjazdu podczas zawodów Pucharu Świata w narciarstwie alpejskim 2013/2014 |
| ------------------------------------------------------------------------------- | ------------------------------------------------------------------------------- | ------------------------------------------------------------------------------- | ------------------------------------------------------------------------------- | ------------------------------------------------------------------------------- | ------------------------------------------------------------------------------- |
| 29 listopada                                                                    | Beaver Creek                                                                    | Lara Gut                                                                        | Tina Weirather                                                                  | Elena Fanchini                                                                  | [ 2 ]                                                                           |
| 6 grudnia                                                                       | Lake Louise                                                                     | Maria Höfl-Riesch                                                               | Marianne Kaufmann- Abderhalden                                                  | Elena Fanchini                                                                  | [ 3 ]                                                                           |
| 7 grudnia                                                                       | Lake Louise                                                                     | Maria Höfl-Riesch                                                               | Tina Weirather                                                                  | Anna Fenninger                                                                  | [ 4 ]                                                                           |
| 21 grudnia                                                                      | Val d’Isère                                                                     | Marianne Kaufmann- Abderhalden                                                  | Tina Maze                                                                       | Cornelia Hütter                                                                 | [ 5 ]                                                                           |
| 11 stycznia                                                                     | Altenmarkt- Zauchensee                                                          | Elisabeth Görgl                                                                 | Anna Fenninger                                                                  | Maria Höfl-Riesch                                                               | [ 6 ]                                                                           |
| 24 stycznia                                                                     | Cortina d’Ampezzo                                                               | Maria Höfl-Riesch                                                               | Tina Weirather                                                                  | Nicole Schmidhofer                                                              | [ 7 ]                                                                           |
| 25 stycznia                                                                     | Cortina d’Ampezzo                                                               | Tina Maze                                                                       | Marianne Kaufmann- Abderhalden                                                  | Tina Weirather                                                                  | [ 8 ]                                                                           |
| Wyniki zjazdu na Zimowych Igrzyskach Olimpijskich 2010                          |                                                                                 |                                                                                 |                                                                                 |                                                                                 |                                                                                 |
| 17 lutego                                                                       | Vancouver                                                                       | Lindsey Vonn                                                                    | Julia Mancuso                                                                   | Elisabeth Görgl                                                                 | [ 9 ]                                                                           |
| Wyniki zjazdu na mistrzostwach świata 2011                                      |                                                                                 |                                                                                 |                                                                                 |                                                                                 |                                                                                 |
| 13 lutego                                                                       | Garmisch- Partenkirchen                                                         | Elisabeth Görgl                                                                 | Lindsey Vonn                                                                    | Maria Höfl-Riesch                                                               | [ 10 ]                                                                          |
| Wyniki zjazdu na mistrzostwach świata 2013                                      |                                                                                 |                                                                                 |                                                                                 |                                                                                 |                                                                                 |
| 10 lutego                                                                       | Schladming                                                                      | Marion Rolland                                                                  | Nadia Fanchini                                                                  | Maria Höfl-Riesch                                                               | [ 11 ]                                                                          |

## Wyniki

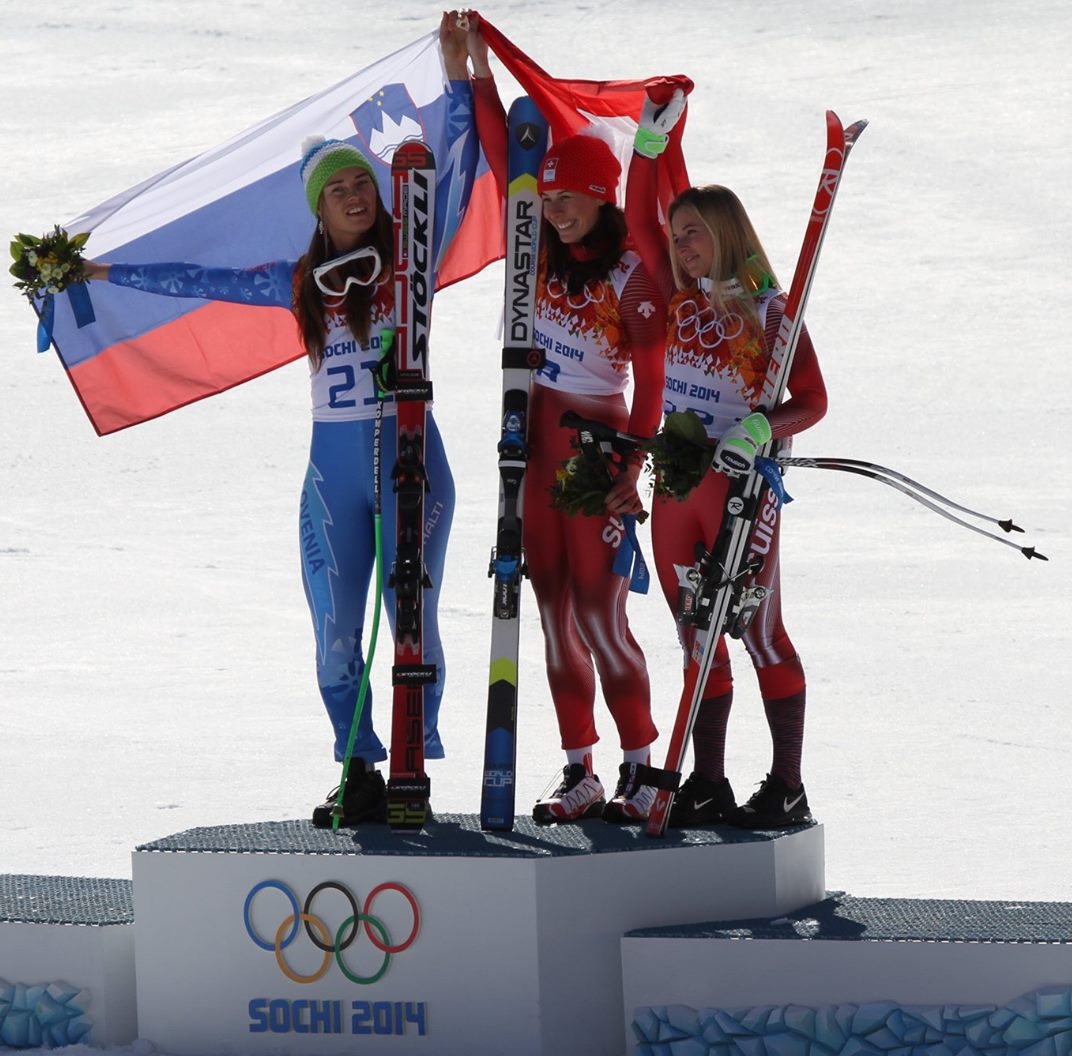
Podium zjazdu kobiet, od lewej Tina Maze, Dominique Gisin i Lara Gut

| Miejsce | Nr | Zawodnik                      | Reprezentacja     | Czas    | Strata |
| ------- | -- | ----------------------------- | ----------------- | ------- | ------ |
| 01 !    | 21 | Tina Maze                     | Słowenia          | 1:41,57 | –      |
| 01 !    | 8  | Dominique Gisin               | Szwajcaria        | 1:41,57 | –      |
| 03 !    | 18 | Lara Gut                      | Szwajcaria        | 1:41,67 | +0,10  |
| 4.      | 9  | Daniela Merighetti            | Włochy            | 1:41,84 | +0,27  |
| 5.      | 1  | Fabienne Suter                | Szwajcaria        | 1:41,94 | +0,37  |
| 6.      | 26 | Lotte Smiseth Sejersted       | Norwegia          | 1:42,01 | +0,44  |
| 7.      | 25 | Edit Miklós                   | Węgry             | 1:42,28 | +0,71  |
| 8.      | 12 | Julia Mancuso                 | Stany Zjednoczone | 1:42,56 | +0,99  |
| 9.      | 5  | Nicole Hosp                   | Austria           | 1:42,62 | +1,05  |
| 10.     | 27 | Ilka Štuhec                   | Słowenia          | 1:42,65 | +1,08  |
| 11.     | 7  | Laurenne Ross                 | Stany Zjednoczone | 1:42,68 | +1,11  |
| 12.     | 11 | Elena Fanchini                | Włochy            | 1:42,70 | +1,13  |
| 13.     | 20 | Maria Höfl-Riesch             | Niemcy            | 1:42,74 | +1,17  |
| 14.     | 23 | Verena Stuffer                | Włochy            | 1:42,75 | +1,18  |
| 15.     | 3  | Viktoria Rebensburg           | Niemcy            | 1:42,76 | +1,19  |
| 16.     | 19 | Elisabeth Görgl               | Austria           | 1:42,82 | +1,25  |
| 17.     | 10 | Stacey Cook                   | Stany Zjednoczone | 1:43.05 | +1,48  |
| 18.     | 6  | Maruša Ferk                   | Słowenia          | 1:43,24 | +1,67  |
| 19.     | 35 | Chemmy Alcott                 | Wielka Brytania   | 1:43,43 | +1,86  |
| 20.     | 28 | Larisa Yurkiw                 | Kanada            | 1:43,36 | +1,89  |
| 21.     | 29 | Klára Křížová                 | Czechy            | 1:43,47 | +1,90  |
| 22.     | 30 | Nadia Fanchini                | Włochy            | 1:43,48 | +1,91  |
| 23.     | 13 | Kajsa Kling                   | Szwecja           | 1:43,69 | +2,12  |
| 24.     | 14 | Cornelia Hütter               | Austria           | 1:43,82 | +2,25  |
| 25.     | 34 | Sara Hector                   | Szwecja           | 1:44,23 | +2,66  |
| 26.     | 2  | Jacqueline Wiles              | Stany Zjednoczone | 1:44,35 | +2,78  |
| 27.     | 24 | Ragnhild Mowinckel            | Norwegia          | 1:44,49 | +2,86  |
| 28.     | 32 | Jelena Jakowiszyna            | Rosja             | 1:44,45 | +2,88  |
| 29.     | 37 | Greta Small                   | Australia         | 1:44,79 | +3,22  |
| 30.     | 31 | Marija Biedariowa             | Rosja             | 1:45,29 | +3,72  |
| 31.     | 42 | Kristina Saalová              | Słowacja          | 1:45,98 | +4,41  |
| 32.     | 38 | Macarena Simari Birkner       | Argentyna         | 1:46,44 | +4,87  |
| 33.     | 36 | Karolina Chrapek              | Polska            | 1:46,90 | +5,33  |
| 34.     | 40 | Noelle Barahona               | Chile             | 1:49,70 | +8,13  |
| 35.     | 41 | Anna Berecz                   | Węgry             | 1:50,97 | +9,40  |
| 36 !    | 16 | Tina Weirather                | Liechtenstein     | DNS     | DNS    |
| 37 !    | 4  | Marie Marchand-Arvier         | Francja           | DNF     | DNF    |
| 37 !    | 15 | Carolina Ruiz Castillo        | Hiszpania         | DNF     | DNF    |
| 37 !    | 17 | Marianne Kaufmann-Abderhalden | Szwajcaria        | DNF     | DNF    |
| 37 !    | 22 | Anna Fenninger                | Austria           | DNF     | DNF    |
| 37 !    | 33 | Alexandra Coletti             | Monako            | DNF     | DNF    |
| 37 !    | 39 | Ania Monica Caill             | Rumunia           | DNF     | DNF    |